# 扎利斯齊 (杜納伊夫齊區)
48°52′28″N 26°43′54″E / 48.87444°N 26.73167°E
扎利斯齊（烏克蘭語：Залісці）是位於烏克蘭西部赫梅利尼茨基州裏卡緬涅茨-波多利斯基區的杜納伊夫齊市鎮的村莊，始建於1493年，面積3.05平方公里，海拔高度323米，2015年人口1,253，人口密度每平方公里438.7人。